# Ferrari F430
El Ferrari F430 es un automóvil deportivo de dos puertas biplaza producido por el fabricante italiano Ferrari desde 2004 hasta 2009. El F430 es una versión mejorada del Ferrari 360 Modena, al cual sustituye. Tiene motor central-trasero montado longitudinalmente y tracción trasera; se vendía con carrocerías cupé y descapotable ("F430 Spider"), presentados en 2004 y 2006 respectivamente.
Tiene como principales competidores al Audi R8, al Lamborghini Gallardo y al Porsche 911 Turbo.

## Características

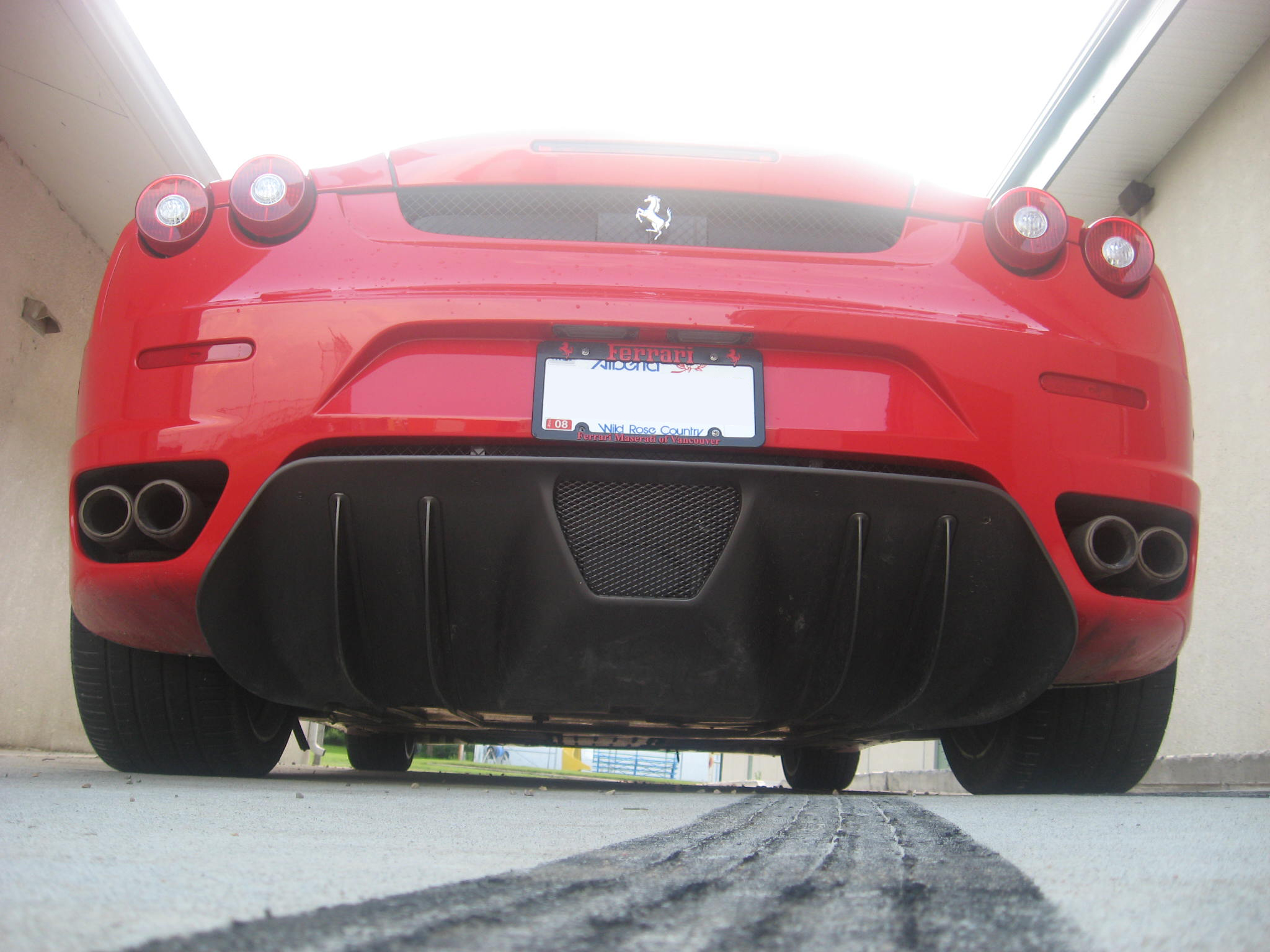
Vista trasera con su difusor.

El F430 tiene dimensiones muy similares al 360: por ejemplo, la distancia entre ejes y el ancho son casi idénticos. Cuenta con chasis de aluminio y fondo plano para incrementar la estabilidad a altas velocidades y mejorar la aerodinámica.
El nombre F430 se debe a que tiene un motor V8 a 90° de gasolina de 4308 cm³ (4,3 litros) naturalmente aspirado, cuya potencia llega hasta los 490 CV (483 HP; 360 kW) a las 8500 rpm y un par motor máximo de 47,4 kg·m (465 N·m; 343 lb·pie). Con carrocería cupé alcanza una velocidad máxima de 315 km/h (196 mph) con una aceleración de 0 a 100 km/h (62 mph) en 4 segundos.
Posee una transmisión manual o, como opción, una semiautomática secuencial tipo F1, que tarda 150 milésimas de segundo en cambiar de marcha, ambas de 6 velocidades. El F430 posee cinco configuraciones de manejo diferentes, seleccionables en volante mediante el manettino: "Deportivo", "Húmedo", "Hielo", "Carrera", "CST/OFF".
Entre los elementos de equipamiento que tiene de serie, se encuentran: cuatro airbags, control de estabilidad, faros bixenón, suspensión adaptativa, climatizador automático, interior en cuero, radio con lector de CD (compatible con discos MP3). Opcionalmente, puede tener sensores de aparcamiento, asientos eléctricos y tapicerías y decoraciones especiales, entre otros elementos.

## Versiones

### F430 Spider

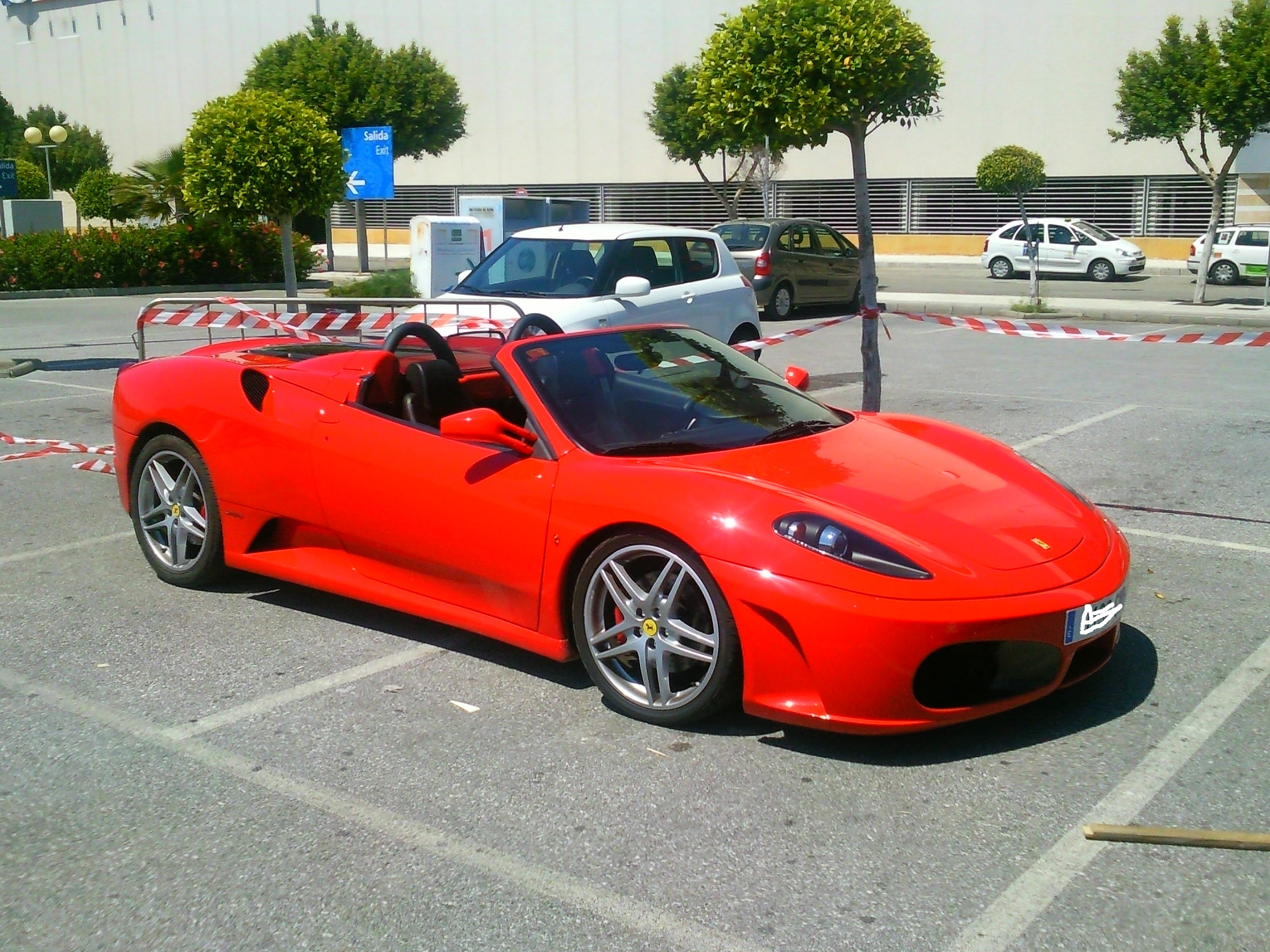
Versión Spider.

El Ferrari F430 Spider es la versión descapotable del Ferrari F430, presentada en 2006. Debido a su mayor peso, el Spider acelera de 0 a 100 km/h (62 mph) en 4,1 segundos, mientras que su velocidad máxima es de 311 km/h (193 mph). Estos datos son ligeramente peores que en el 430, que alcanza 315 km/h (196 mph) y tarda 4,0 segundos en la misma aceleración. Estas diferencias se deben a la aerodinámica y al peso, ya que el Spider es 70 kg (154 lb) más pesado: 1595 kg (3516 lb) frente a 1525 kg (3362 lb). El consumo medio homologado no cambia: 18,3 L/100 km (5,5 km/L; 12,9 mpgAm).
La capota es de lona y tiene accionamiento eléctrico. Es la forma de esta capota lo que hace que el descapotable sea algo más alto que el cupé.
Como en el 430, la parte trasera de la carrocería conserva la pieza de plástico transparente a través de la cual se ve el motor; en el caso el Spider esta pieza está dispuesta horizontalmente inmediatamente sobre el motor y no en un plano inclinado. Tiene arcos fijos detrás de los asientos como elemento de seguridad en caso de vuelco.

### Ferrari 430 Scuderia

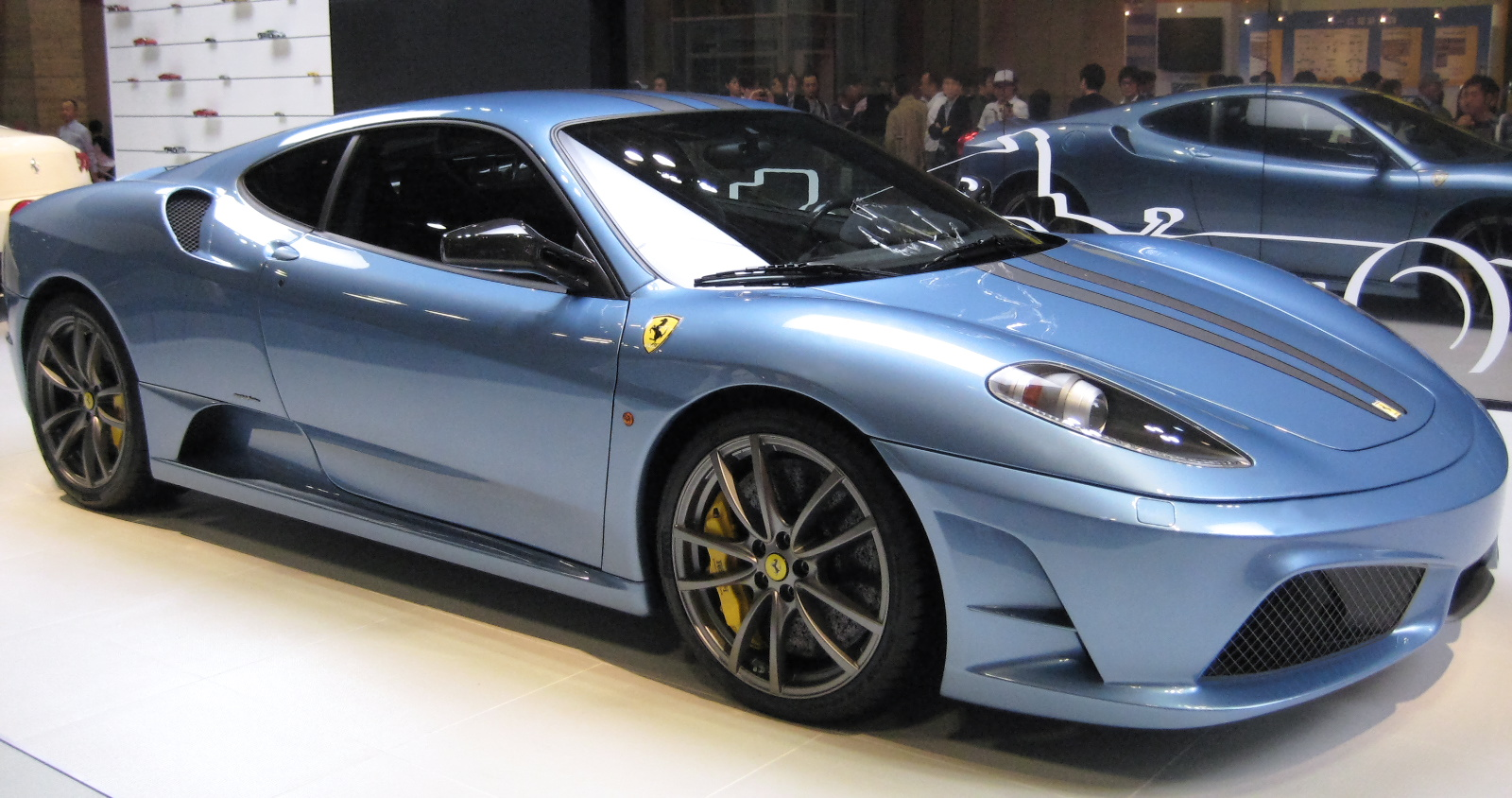
430 Scuderia.

Siendo el sucesor del Challenge Stradale, el 430 Scuderia fue presentado por Michael Schumacher en 2007 en el Salón del Automóvil de Fráncfort. Destinado a competir con coches como el Porsche RS y el Lamborghini Gallardo Superleggera (es decir, superligero), es 100 kg (220 lb) más ligero y más potente que la versión normal F430, llegando a los 510 CV (503 HP; 375 kW) a las 8500 rpm. Por lo tanto, la relación peso a potencia se reduce de 2,96 kg/CV a 2,5 kg/CV. Además de las medidas de ahorro de peso, la transmisión semiautomática mejora de las prestaciones "Superfast", conocido como 'Superfast2', el software más rápido de 60 milisegundos. Un nuevo sistema de control de tracción combina el F1-Trac de tracción y control de estabilidad, con la E-CD diferencial electrónico. 
Acelera de 0-100 km/h (0-62 mph) en menos de 3.6 segundos, con una velocidad máxima de 320 km/h (199 mph).
Las diferencias entre el 430 Scuderia y el F430 en el que se basa, incluyen un nuevo diseño de la delantera, faldones laterales modificados, los escapes dobles, un difusor trasero revisado, ruedas de 19 pulgadas (48,3 cm) diseñadas específicamente para el 430 Scuderia, parrilla de fibra de carbono y dos franjas de carreras.

## Especificaciones

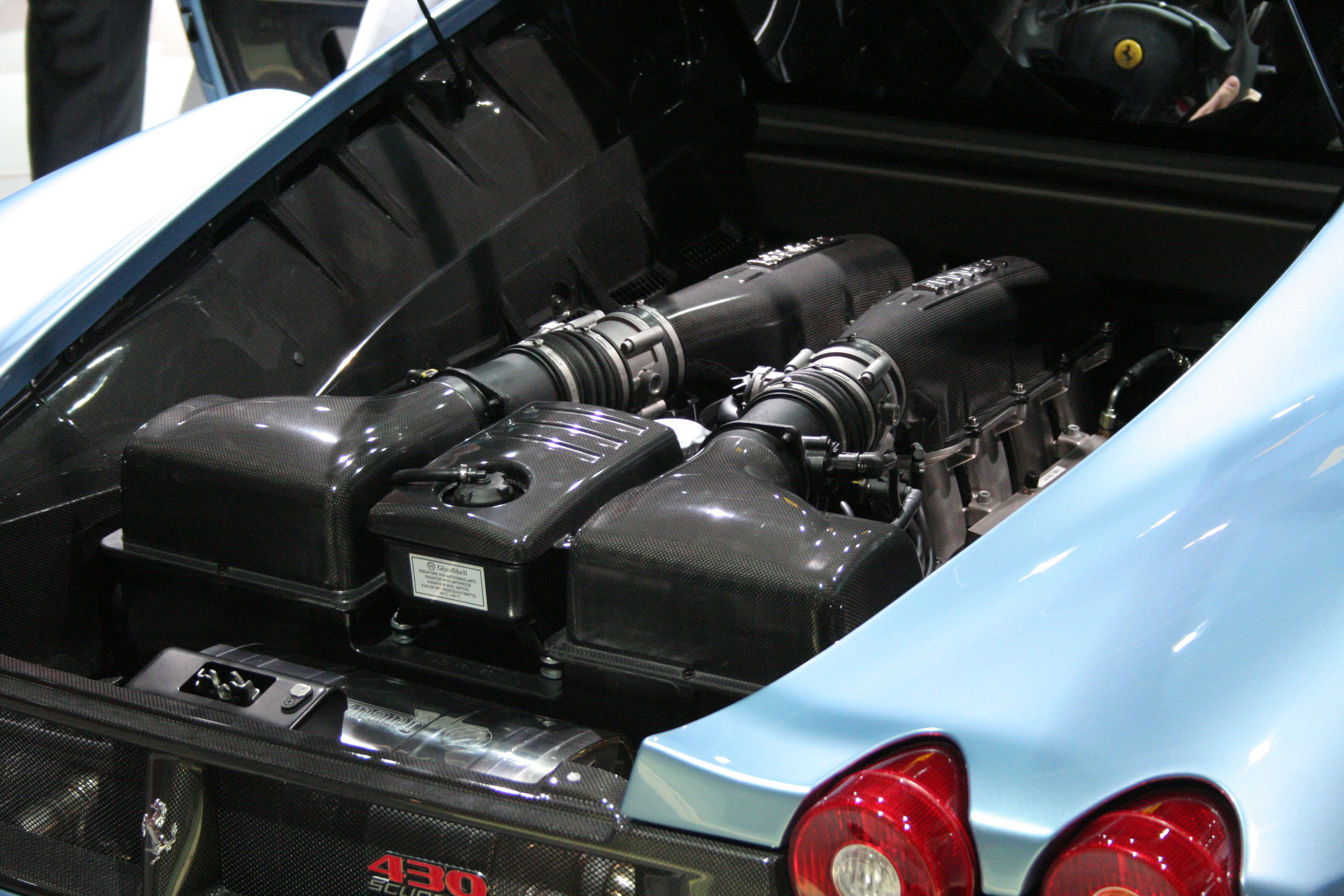
Motor del 430 Scuderia.

| Modelos                             | F430                                                              | 430 Scuderia                                                      |
| ----------------------------------- | ----------------------------------------------------------------- | ----------------------------------------------------------------- |
| Materiales del motor                | Bloque y cabezas de aluminio                                      | Bloque y cabezas de aluminio                                      |
| Diámetro x carrera                  | 92 x 81 mm (3,62 x 3,19 pulgadas)                                 |                                                                   |
| Alimentación                        | Inyección electrónica indirecta multipunto, naturalmente aspirado | Inyección electrónica indirecta multipunto, naturalmente aspirado |
| Distribución                        | DOHC 4 válvulas por cilindro, con VVT                             | DOHC 4 válvulas por cilindro, con VVT                             |
| Capacidad del tanque de combustible | 95 litros (25,1 galAm)                                            | 95 litros (25,1 galAm)                                            |
| Línea roja                          | 8640 rpm                                                          | 8640 rpm                                                          |
| Relación de compresión              | 11.3:1                                                            | 11.88:1                                                           |
| Potencia máxima                     | 490 CV (483 HP; 360 kW) @ 8500 rpm                                | 510 CV (503 HP; 375 kW) @ 8500 rpm                                |
| Par máximo                          | 47,4 kg·m (465 N·m; 343 lb·pie) @ 5250 rpm                        | 48 kg·m (471 N·m; 347 lb·pie) @ 5250 rpm                          |
| Emisiones de CO2                    | 420 g (14,8 onzas)/km                                             | 360 g (12,7 onzas)/km                                             |

| 1.ª  | 2.ª  | 3.ª  | 4.ª  | 5.ª  | 6.ª  | Reversa | Final |
| ---- | ---- | ---- | ---- | ---- | ---- | ------- | ----- |
| 3.29 | 2.16 | 1.61 | 1.27 | 1.03 | 0.82 | 2.73    | 4.44  |

## En competición

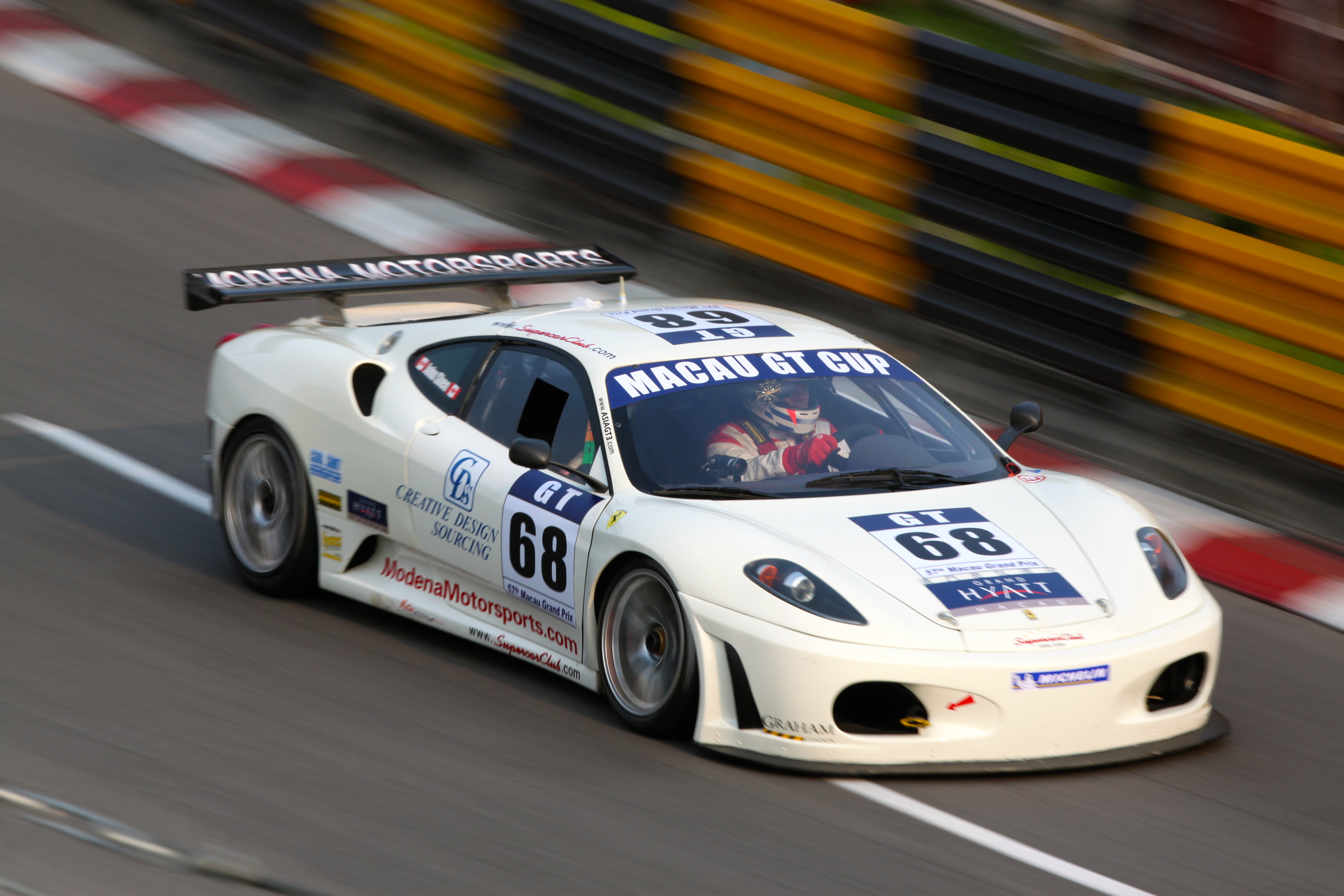
En el Grand Prix de Macao de 2010

El F430 Challenge es la versión de carreras del F430 para el Ferrari Challenge. El motor sigue intacto, pero el peso del vehículo ha sido reducido y alcanza la velocidad máxima de 360 km/h (224 mph). El modelo de producción fue presentado en el Salón del Automóvil de Los Ángeles el 5 de enero de 2005.

## En la cultura popular
Ha aparecido en algunas franquicias, sagas y series de videojuegos de carreras, tales como: Need for Speed, Forza, Gran Turismo, Asphalt, entre otras.